# Делхај (Луизијана)
Делхај (енгл. Delhi) град је у америчкој савезној држави Луизијана.

## Демографија
По попису из 2010. године број становника је 2.919, што је 147 (-4,8%) становника мање него 2000. године.
| Група             | 2000.         | 2010.         |
| Белци             | 1.280 (41,7%) | 1.016 (34,8%) |
| Афроамериканци    | 1.741 (56,8%) | 1.803 (61,8%) |
| Азијати           | 3 (0,1%)      | 12 (0,4%)     |
| Хиспаноамериканци | 30 (1,0%)     | 44 (1,5%)     |
| Укупно            | 3.066         | 2.919         |